# Ar Condicionado
Ar Condicionado es una película angoleña de 2020 dirigida por Fradique (Mário Bastos). Tuvo su estreno mundial en el Festival de Cine de Róterdam y se estrenó el 6 de junio de 2020 en Luanda en el festival de cine en línea We Are One. Fue filmada en 2020 en Luanda por Generation 80.

## Sinopsis
Cuando los acondicionadores de aire comienzan a caer misteriosamente en la ciudad de Luanda, Matacedo (guardia de seguridad) y Zezinha (empleada doméstica) tienen la misión de recuperar el aire acondicionado de su jefe. El guion está coescrito por Ery Claver.